# Бельчите
Бельчите (ісп. Belchite) — муніципалітет в Іспанії, у складі автономної спільноти Арагон, у провінції Сарагоса. Населення — 1665 осіб (2010).
Муніципалітет розташований у складі району (комарки) Кампо-де-Більче. Займає площу 273,7 км². Відстань 48 км до адміністративного центру провінції. Покровителем міста вважається Нуестра Сеньйора дель Пуейо.
За результатами виборів 2003 і 2007 року, алкальд муніципалітету — Марія Анхелес Ортіс Альварес (Іспанська соціалістична робітнича партія).
Муніципалітет розташований на відстані близько 270 км на північний схід від Мадрида, 39 км на південь від Сарагоси.

## Місто-привид

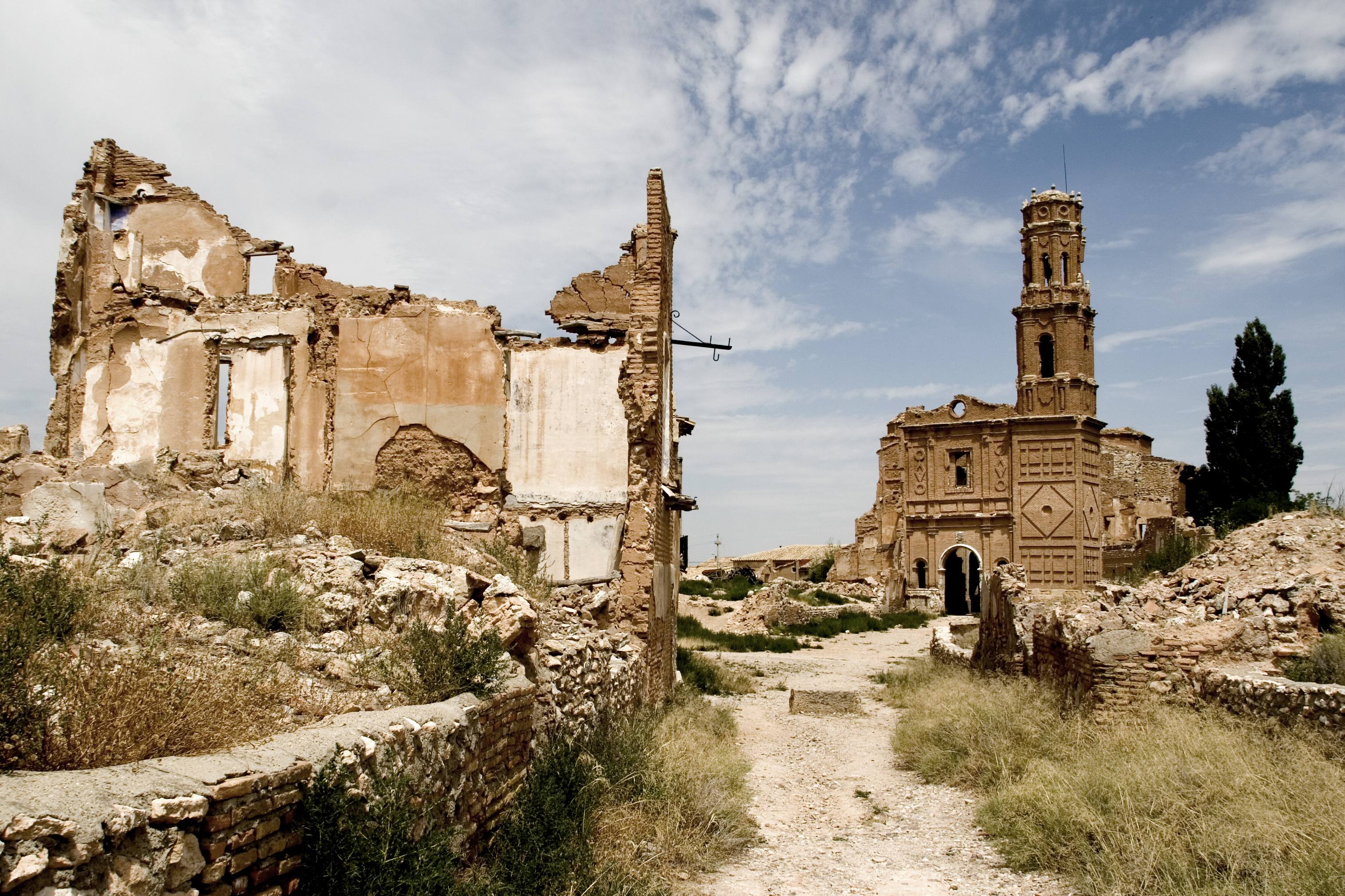
Руїни міста

Під час громадянської війни Бельчите був стертий з лиця землі. Франко вирішив «Нехай Бельчите так і залишиться руїною назавжди, кращого музею, що прославляє подвиги моїх героїв, не знайти», а новий Бельчите був відбудований поблизу руїн.
24 серпня 1937 республіканці вийшли до Бельчите. 7 вересня, після двох тижнів важких боїв, населений пункт був узятий. У битві за Бельчите брали участь частини Республіканської армії спільно з XI і XV інтербригадами.
Містечко було частково відбудовано, для потреб обслуги музею, в який перетворилося місто-привид. У Бельчите приходять не тільки тисячі туристів, тут часом знімають кіно всесвітньо відомі режисери. Місто-привид став декорацією до багатьох сцен фільму «Пригоди барона Мюнхгаузена» (реж. Террі Гілліам), випущеного у світ в 1988 р. Регіональний уряд Арагону втілює спеціальний план збереження руїн Бельчите. Мова не йде про створення пишного меморіалу, а тільки про консервацію руїн.

## Демографія
Динаміка населення (INE ):